# 介良通停留場
介良通停留場（けらどおりていりゅうじょう）は、高知県高知市高須本町にあるとさでん交通後免線の路面電車停留場。

## 歴史
介良通停留場は1910年（明治43年）、とさでん交通の前身土佐電気鉄道によって葛島橋西詰停留場から鹿児停留場までの区間が開通したのに合わせて開業した。1944年（昭和19年）に停留場は一度休止されるが、5年後に復活が認可されている。

### 年表
- 1910年（明治43年）10月15日：土佐電気鉄道の停留場として開業[1][2]。
- 1944年（昭和19年）6月1日：休止[1][2]。
- 1949年（昭和24年）2月22日：再開が認可される[1][2]。
- 2014年（平成26年）10月1日：土佐電気鉄道が高知県交通・土佐電ドリームサービスと経営統合し、とさでん交通が発足[3]。とさでん交通の停留場となる。

## 停留場構造
乗り場は2面あり、2本の線路を挟んで向かい合わせに配される（相対式）。線路の北側にあるのが後免町方面行き、南にあるのがはりまや橋方面行きの乗り場。はりまや橋方面はホームが設置されるが、後免町方面は北を並走する道路上に安全地帯が示されるのみである。

## 停留場周辺
停留場名が示すように、高知市介良地区（旧長岡郡介良村）に通じる道が伸びる。介良地区にはニュータウンが広がっている。
- 国道195号
- 高知県道243号田村高須線
- 高知市農業協同組合（JA高知市）本所

## 隣の停留場
とさでん交通
後免線
新木停留場 - 介良通停留場 - 文珠通停留場